# Кудашев, Иван Александрович
Князь Ива́н Алекса́ндрович Куда́шев (6 июня 1859 — 5 июля 1933, Медон) — русский дипломат, чрезвычайный посланник и полномочный министр в Дании, Бельгии и Люксембурге, посол в Испании. Брат Н. А. Кудашева.

## Биография
Из старинного княжеского рода Кудашевых. Сын директора киевского частного банка князя Александра Сергеевича Кудашева (1830—1877) и Софьи Ивановны Орловой. Брат дипломата Николая Александровича Кудашева.
Окончил Пажеский корпус (1879), был выпущен корнетом в лейб-гвардии Конный полк. В 1882 году был зачислен в резерв гвардейской кавалерии.
Перешёл на дипломатическую службу. В 1896 году был назначен первым секретарём миссии в Копенгагене, в 1901, по совместительству — министр-резидентом в Гессене и Саксен-Кобург-Готе. Позднее служил чрезвычайным посланником и полномочным министром в Дании (1906—1910), Бельгии и Люксембурге (1910—1916); послом в Испании (1916—1917).
Имел чин действительного статского советника и придворное звание «в должности шталмейстера». После Февральской революции был отправлен в отставку, остался в Европе. Переехал во Францию, жил в городе По, затем в Медоне.
Скончался в 1933 году в Медоне. Похоронен на кладбище в Версале.

## Семья
Жена (с 1885 года) —  графиня Ольга Карловна Толь (1863—1916), дочь графа Карла Карловича Толя, через этот брак Кудашев стал свояком А. П. Извольскому. По словам А. А. Половцова, Ольга Карловна была отлично воспитана, очень мила и красива собой, вечно смеющаяся и веселая, готовая гулять, болтать, обедать и ужинать.